# 砂丘

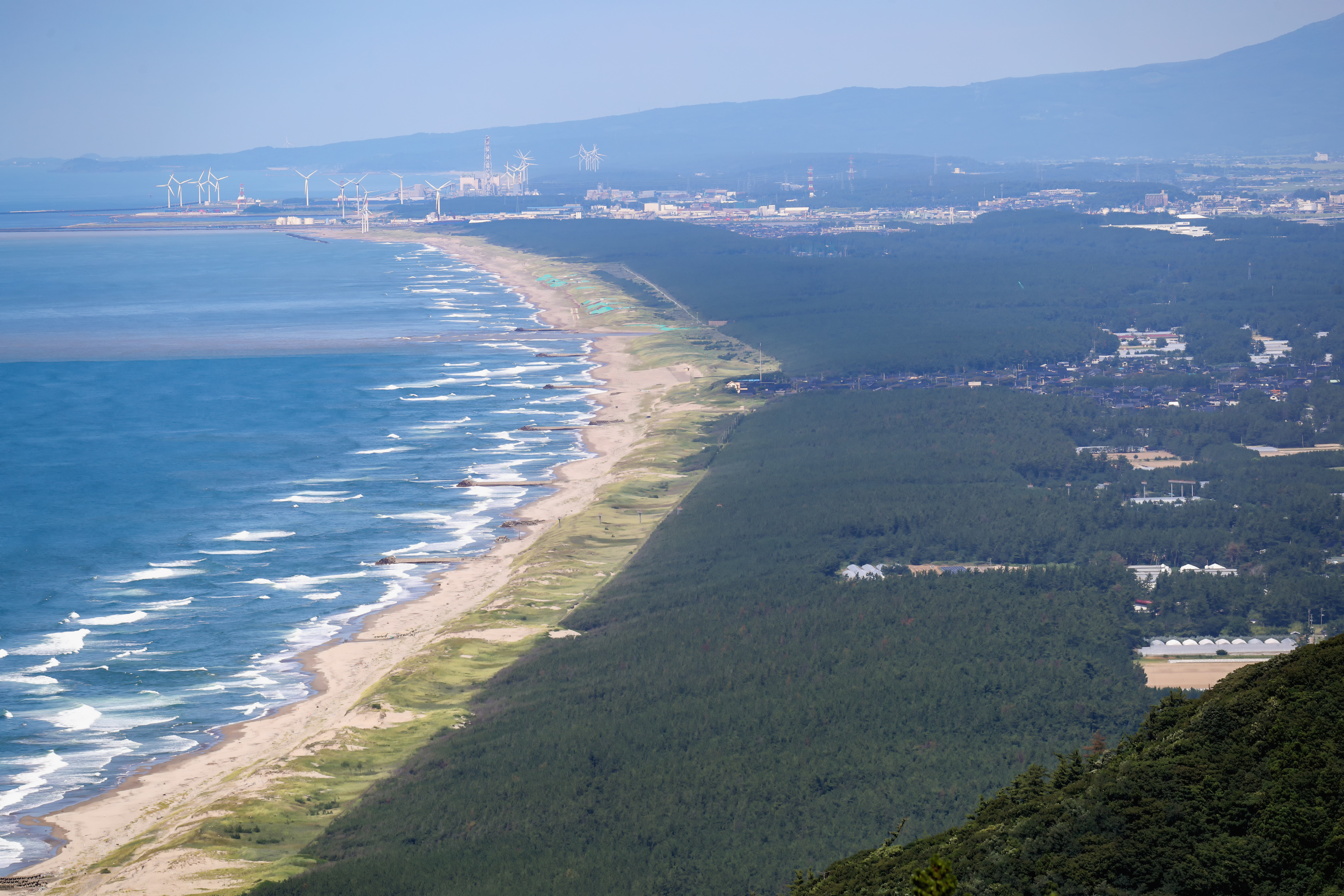
庄内砂丘

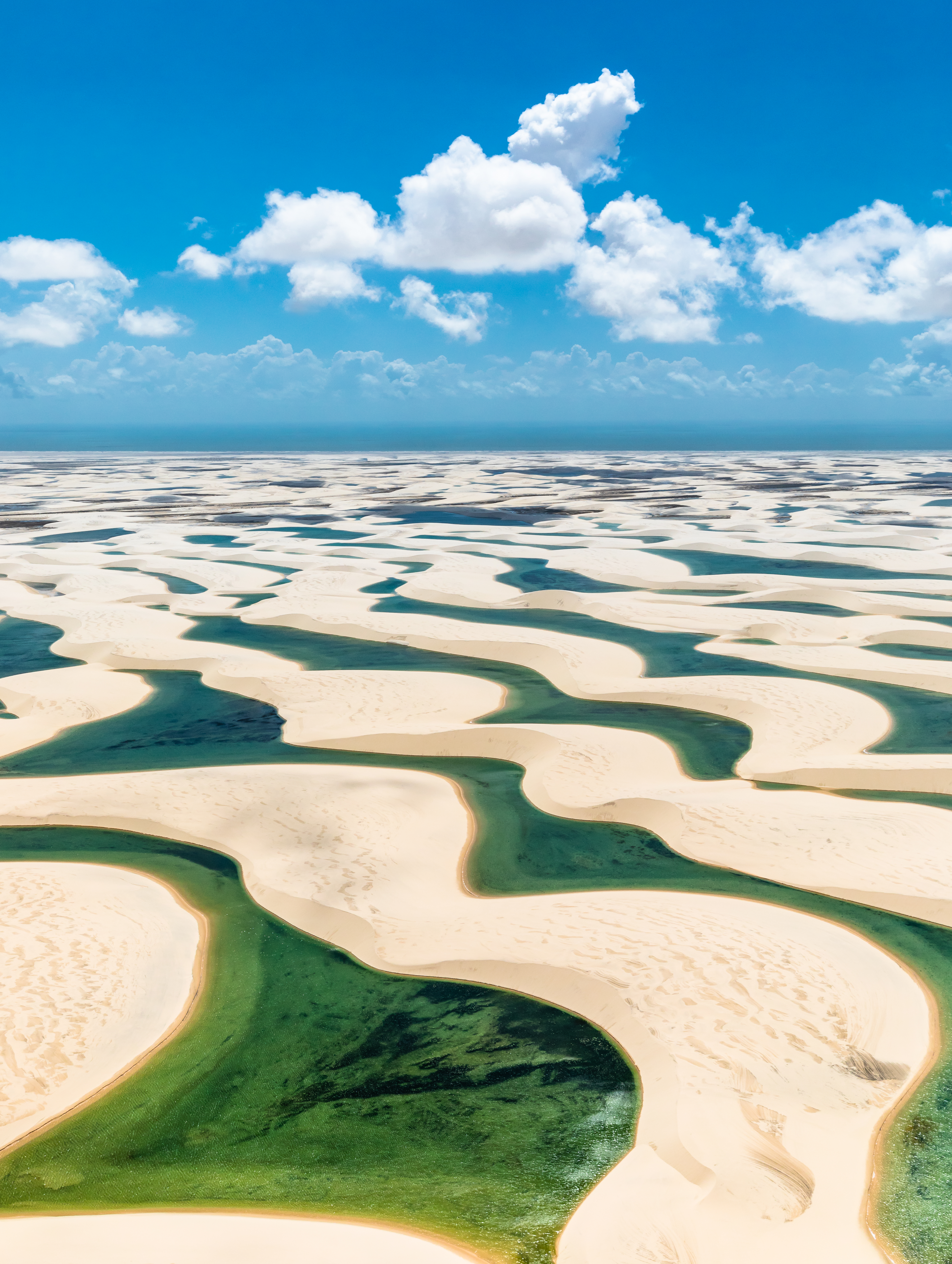
世界遺産レンソイス・マラニャンセス国立公園の雨季に見られる砂丘とラグーン

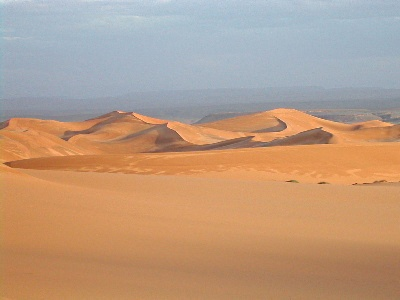
アルジェリアの砂丘

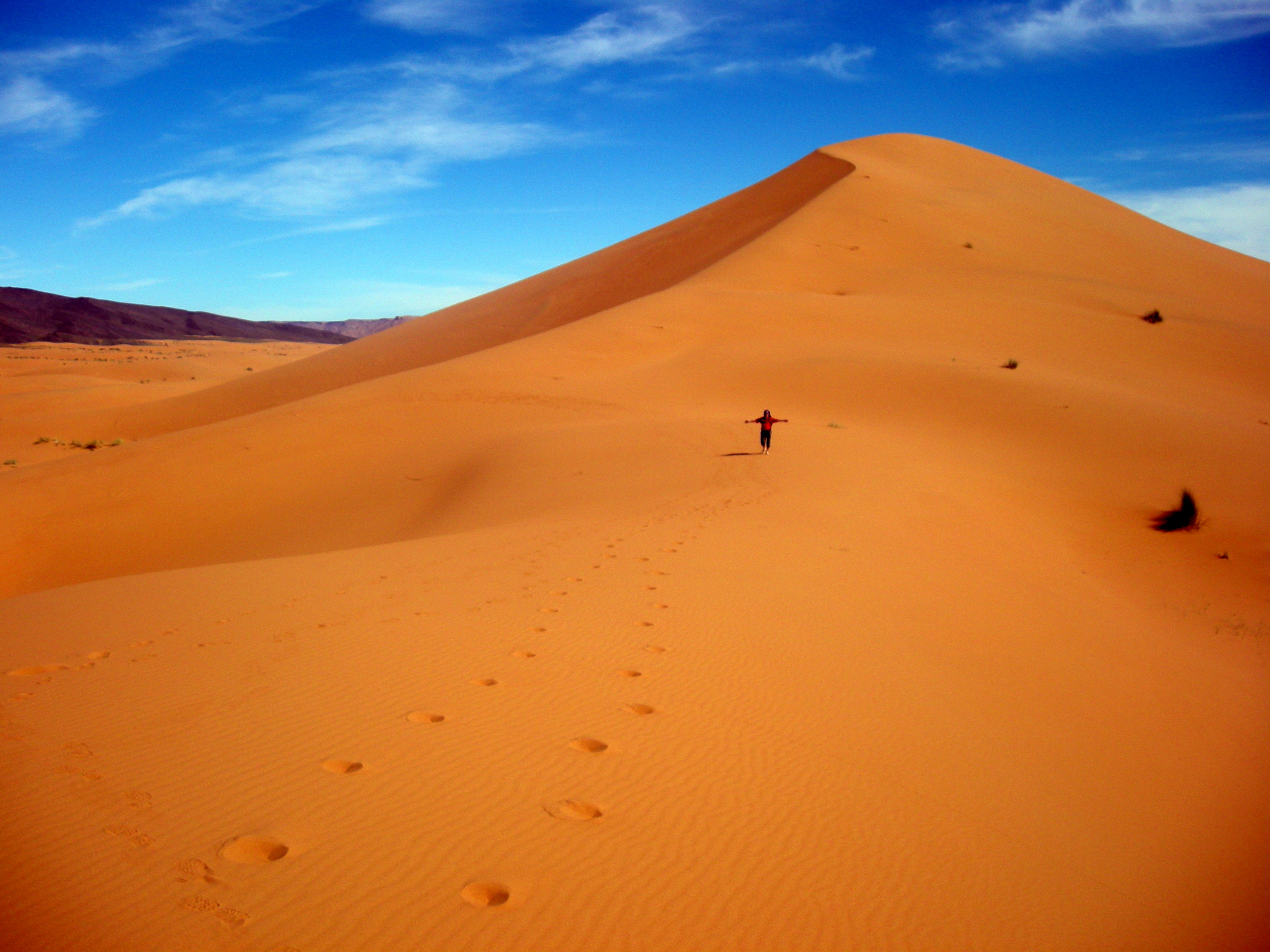
モロッコの砂丘

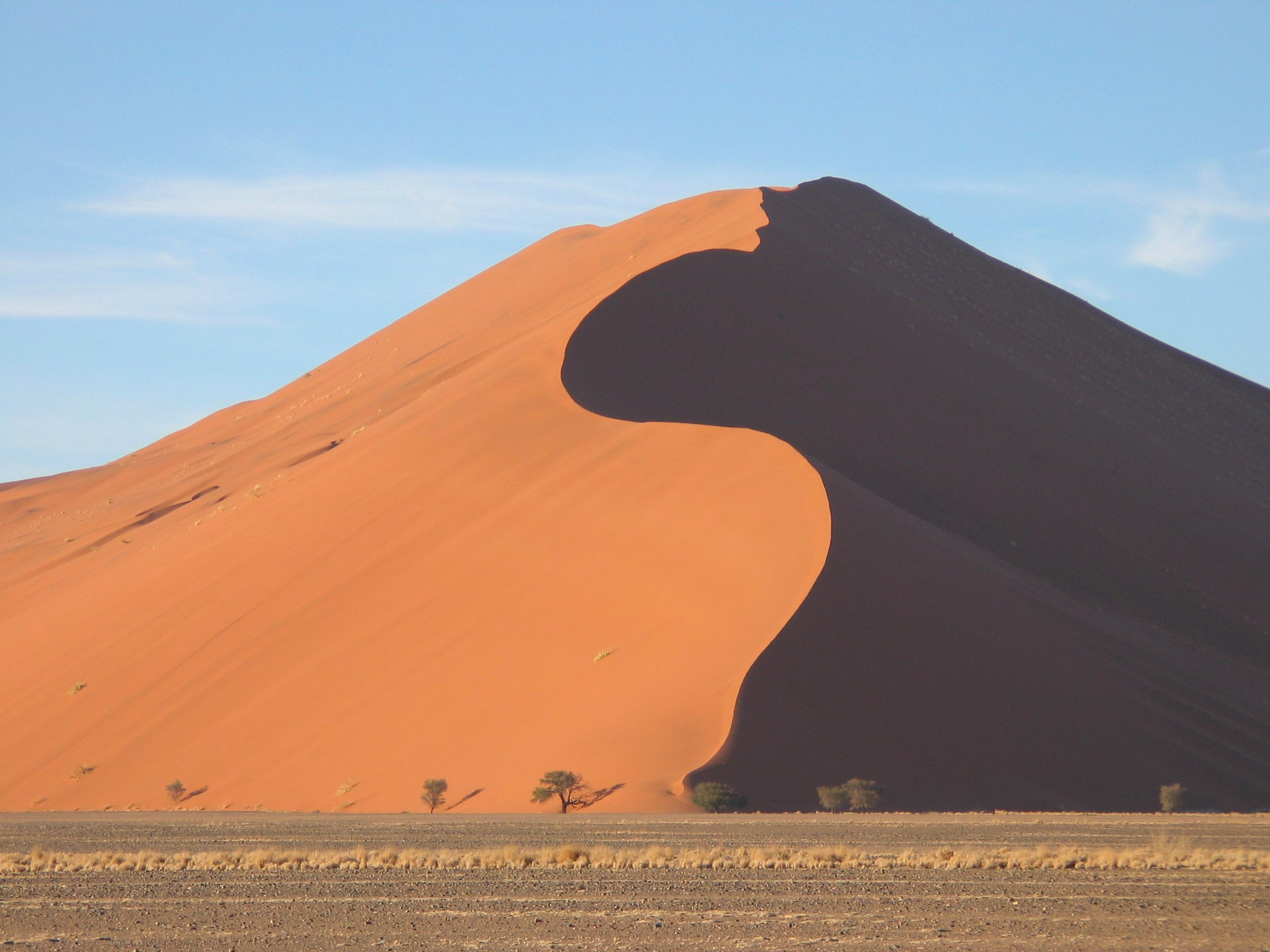
ナミビアの砂丘

砂丘（さきゅう）とは、風によって運ばれた砂が堆積してできた丘状の地形である。
なお、波の力により砂が堆積した地形は「岸堤」と呼ばれる。

## 概要
砂が十分あり、風が強く、乾燥しているところにできやすい。北海に面するイギリスやデンマークの海岸では町が数十年から数百年かけて複数の砂丘に埋没したり、砂丘の移動したあとに数百年前の町が現れたりすることがある。
砂丘の形状や規模は、卓越風の強さ、砂の供給量、地盤の原形、植物の植生などによって決定される。砂丘等で砂が風によって堆積すること（またはその砂）を堆砂、砂が風によって持ち去られること（またはその砂）を禿砂という。
砂丘は歴史的には、牧場、マツの植林による松脂採集、果樹園、魚介類の干場、競馬場などとして利用されてきた。
鳥取大学農学部では、砂丘の緑化の研究が行われている。ただし、同学部の附属施設であった砂丘利用研究施設は、1990年以降は全国共同利用施設の乾燥地研究センターとなっている。管理は従来通り鳥取大学農学部が行っている。

## 分類
縦砂丘・横砂丘
砂丘は卓越風に平行に形成される縦砂丘と直角に形成される横砂丘がある。
バルハン砂丘・放物線砂丘
砂丘は風下に角を向け馬蹄形をなすバルハン砂丘と風上に向かって急傾で風下にはなだらかな放物線砂丘（抛物線砂丘）に分類される。
堆積砂丘・侵食砂丘
砂丘は堆積砂丘と侵食砂丘に分類される。
海岸砂丘・河畔砂丘・内陸砂丘
砂丘は存在する位置によって、海岸砂丘、河畔砂丘、内陸砂丘に分類される。
移動砂丘・固定砂丘
砂丘は固定の有無によって、固定されていない移動砂丘と固定されている固定砂丘に分類される。
灰砂丘・白砂丘
砂丘は植物の有無によって、植物に覆われている灰砂丘と植物のない白砂丘に分類される。

## 代表的な砂丘

### 日本の砂丘
- 稚咲内砂丘（北海道）
- 石狩砂丘（北海道）
- 紅葉山砂丘（北海道）
- 猿ヶ森砂丘（青森県） - ほぼ全域が防衛装備庁の下北試験場の敷地となっており一般人の立ち入りはできない[3]。
- 屏風山砂丘（青森県）
- 秋田砂丘（秋田県）
- 庄内砂丘（山形県）
- 中川低地の河畔砂丘群（埼玉県） - 河畔砂丘
  - 志多見砂丘（埼玉県） - 河畔砂丘
  - 鷲宮砂丘（埼玉県）
  - 高野砂丘（埼玉県）
- 新潟砂丘（新潟県）
- 内灘砂丘（石川県）
- 南遠大砂丘 （静岡県）
  - 中田島砂丘
  - 浜岡砂丘
- 丹後砂丘 (京都府)
- 鳥取砂丘（鳥取県）- 鳥取県を代表する観光地となっている。
- 吹上浜（鹿児島県）

### 世界の砂丘
- デューン45 (en:Dune 45) （ナミビア）
- メルズーガ (en:Merzouga) （モロッコ）

## その他
- 1970年に公開された映画『砂丘』。ミケランジェロ・アントニオーニ監督作品。
- フランク・ハーバートのSF小説『デューン／砂の惑星』の原題"Dune"も「砂丘」の意。